# Комитет Сената США по международным отношениям

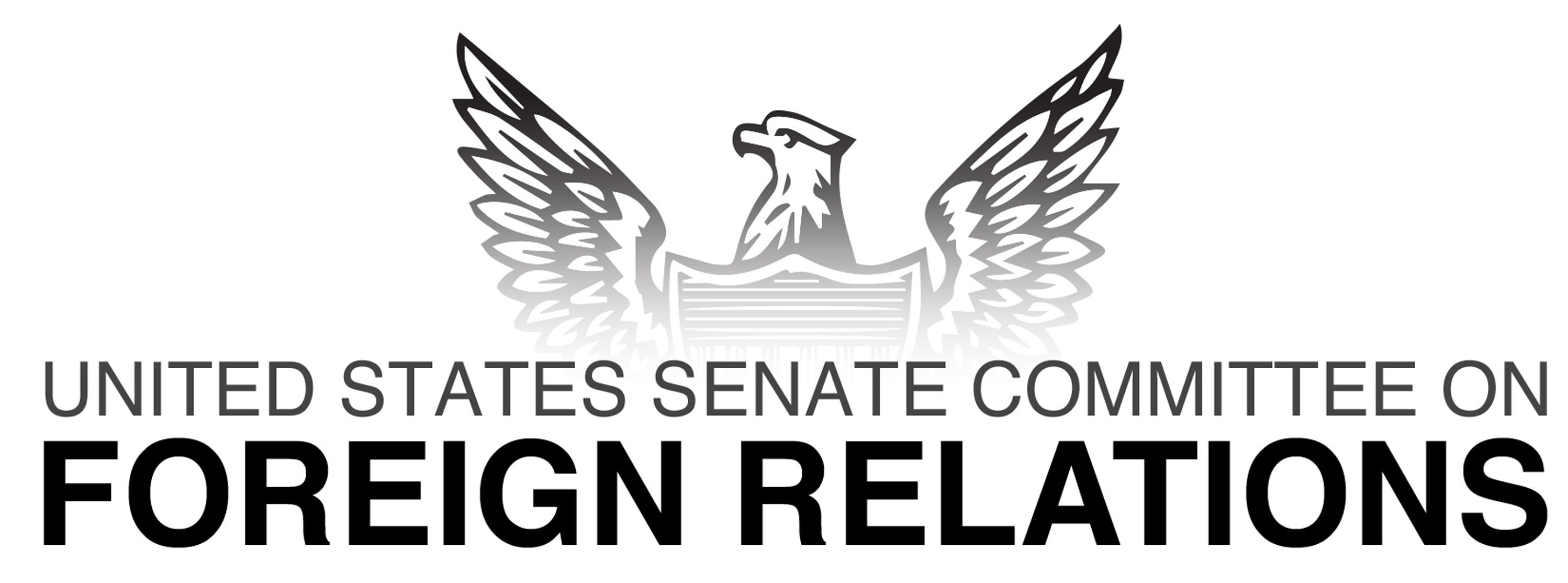
Эмблема Комитета

Комитет Сената США по международным отношениям (англ. United States Senate Committee on Foreign Relations) — комитет Сената США, отвечающий за международное законодательство США. Комитет отвечает за рассмотрение и финансирование программ международной помощи. Также члены комитета принимают участие в слушаниях по вопросу назначения на должности руководителей Государственного департамента США. Аналогичным комитетом в Конгрессе США является Комитет Палаты представителей по иностранным делам.
Наряду с Финансовым и Юридическим комитетами, Комитет по международным отношениям является старейшим в сенате. Он создан в 1816 году.

## Подкомитеты
- Подкомитет по международным операциям и организациям, правам человека, демократии и глобальным проблемам женщин
- Подкомитет по Восточной Азии и Тихоокеанскому региону (глава подкомитета — Бен Кардин)
- Подкомитет по делам Африки
- Подкомитет по Западному полушарию и глобальным наркотическим проблемам
- Подкомитет по делам Европы
- Подкомитет по делам Ближнего Востока, Южной и Центральной Азии
- Подкомитет по международному развитию и зарубежной поддержке, экономическим вопросам, международной защите окружающей среды и Корпусу мира

## Председатели комитета
| Имя                                                           | Партия                                | Штат              | Период          |
| ------------------------------------------------------------- | ------------------------------------- | ----------------- | --------------- |
| Джеймс Барбур                                                 | Демократическо-республиканская партия | Виргиния          | 1816—1818       |
| Натаниэль Мэйкон                                              | Демократическо-республиканская партия | Северная Каролина | 1818—1819       |
| Джеймс Браун (англ. James Brown (Louisiana))                  | Демократическо-республиканская партия | Луизиана          | 1819—1820       |
| Джеймс Барбур                                                 | Демократическо-республиканская партия | Виргиния          | 1820—1821       |
| Руфус Кинг                                                    | Федералистская партия                 | Нью-Йорк          | 1821—1822       |
| Джеймс Барбур                                                 | Демократическо-республиканская партия | Виргиния          | 1822—1825       |
| Натаниэль Мэйкон                                              | Демократическо-республиканская партия | Северная Каролина | 1825—1826       |
| Нейтан Сэнфорд                                                | Демократическо-республиканская партия | Нью-Йорк          | 1826—1827       |
| Натаниэль Мэйкон                                              | Демократическо-республиканская партия | Северная Каролина | 1827—1828       |
| Литтлтон Тэзевел (англ. Littleton Tazewell)                   | Демократическая партия (США)          | Виргиния          | 1828—1832       |
| Джон Форсайт                                                  | Демократическая партия (США)          | Джорджия          | 1832—1833       |
| Уильям Уилкинс                                                | Демократическая партия (США)          | Пенсильвания      | 1833—1834       |
| Генри Клей                                                    | Партия вигов                          | Кентукки          | 1834—1836       |
| Джеймс Бьюкенен                                               | Демократическая партия (США)          | Пенсильвания      | 1836—1841       |
| Уильям Ривз (англ. William C. Rives)                          | Партия вигов                          | Виргиния          | 1841—1842       |
| Уильям Арчер (англ. William S. Archer)                        | Партия вигов                          | Виргиния          | 1842—1845       |
| Уильям Аллен (англ. William Allen (governor))                 | Демократическая партия (США)          | Огайо             | 1845—1846       |
| Эмброуз Севайр (англ. Ambrose H. Sevier)                      | Демократическая партия (США)          | Арканзас          | 1846—1848       |
| Эдвард Ханнеган (англ. Edward A. Hannegan)                    | Демократическая партия (США)          | Индиана           | 1848—1849       |
| Томас Харт Бентон (англ. Thomas Hart Benton)                  | Демократическая партия (США)          | Миссури           | 1849            |
| Уильям Руфус Кинг (англ. William R. King)                     | Демократическая партия (США)          | Алабама           | 1849—1850       |
| Генри Фут (англ. Henry S. Foote)                              | Демократическая партия (США)          | Миссисипи         | 1850—1851       |
| Джеймс М. Мэйсон (англ. James M. Mason)                       | Демократическая партия (США)          | Виргиния          | 1851—1861       |
| Чарльз Самнер (англ. Charles Sumner)                          | Республиканская партия (США)          | Массачусетс       | 1861—1871       |
| Саймон Кэмерон                                                | Республиканская партия (США)          | Пенсильвания      | 1871—1877       |
| Ганнибал Гэмлин (англ. Hannibal Hamlin)                       | Республиканская партия (США)          | Мэн               | 1877—1879       |
| Уильям Итон (англ. William W. Eaton)                          | Демократическая партия (США)          | Коннектикут       | 1879—1881       |
| Эмброуз Бернсайд (англ. Ambrose Burnside)                     | Республиканская партия (США)          | Род-Айленд        | 1881            |
| Джордж Эдмондс (англ. George F. Edmunds)                      | Республиканская партия (США)          | Вермонт           | 1881            |
| Уильям Уиндом (англ. William Windom)                          | Республиканская партия (США)          | Миннесота         | 1881—1883       |
| Джон Миллер (англ. John Franklin Miller (California senator)) | Республиканская партия (США)          | Калифорния        | 1883—1886       |
| Джон Шерман (англ. John Sherman)                              | Республиканская партия (США)          | Огайо             | 1886—1893       |
| Джон Тайлер Морган (англ. John T. Morgan)                     | Демократическая партия (США)          | Алабама           | 1893—1895       |
| Джон Шерман (англ. John Sherman)                              | Республиканская партия (США)          | Огайо             | 1895—1897       |
| Уильям Перси Фрай (англ. William P. Frye)                     | Республиканская партия (США)          | Мэн               | 1897            |
| Кашман Дэвис (англ. Cushman Davis)                            | Республиканская партия (США)          | Миннесота         | 1897—1901       |
| Шелби Мур Каллом (англ. Shelby M. Cullom)                     | Республиканская партия (США)          | Иллинойс          | 1901—1911       |
| Августус Бэкон (англ. Augustus O. Bacon)                      | Демократическая партия (США)          | Джорджия          | 1913—1914       |
| Уильям Джоуэл Стоун (англ. William J. Stone)                  | Демократическая партия (США)          | Миссури           | 1914—1918       |
| Гильберт Хитчкок (англ. Gilbert M. Hitchcock)                 | Демократическая партия (США)          | Небраска          | 1918—1919       |
| Генри Кэббот Лодж                                             | Республиканская партия (США)          | Массачусетс       | 1919—1924       |
| Уильям Бора                                                   | Республиканская партия (США)          | Айдахо            | 1924—1933       |
| Кей Питтман                                                   | Демократическая партия (США)          | Невада            | 1933—1940       |
| Уолтер Джордж (англ. Walter F. George)                        | Демократическая партия (США)          | Джорджия          | 1940—1941       |
| Томас Конналли (англ. Tom Connally)                           | Демократическая партия (США)          | Техас             | 1941—1947       |
| Артур Ванденберг (англ. Arthur H. Vandenberg)                 | Республиканская партия (США)          | Мичиган           | 1947—1949       |
| Томас Конналли (англ. Tom Connally)                           | Демократическая партия (США)          | Техас             | 1949—1953       |
| Александр Вили (англ. Alexander Wiley)                        | Республиканская партия (США)          | Висконсин         | 1953—1955       |
| Уолтер Джордж (англ. Walter F. George)                        | Демократическая партия (США)          | Джорджия          | 1955—1957       |
| Теодор Грин (англ. Theodore F. Green)                         | Демократическая партия (США)          | Род-Айленд        | 1957—1959       |
| Джеймс Уильям Фулбрайт (англ. J. William Fulbright)           | Демократическая партия (США)          | Арканзас          | 1959—1975       |
| Джон Спаркмэн (англ. John J. Sparkman)                        | Демократическая партия (США)          | Алабама           | 1975—1979       |
| Фрэнк Чёрч (англ. Frank Church)                               | Демократическая партия (США)          | Айдахо            | 1979—1981       |
| Чарльз Перси (англ. Charles H. Percy)                         | Республиканская партия (США)          | Иллинойс          | 1981—1985       |
| Ричард Лугар (англ. Richard Lugar)                            | Республиканская партия (США)          | Индиана           | 1985—1987       |
| Клэйрбон Пелл (англ. Claiborne Pell)                          | Демократическая партия (США)          | Род-Айленд        | 1987—1995       |
| Джесси Хелмс (англ. Jesse Helms)                              | Республиканская партия (США)          | Северная Каролина | 1995—2001       |
| Джо Байден (англ. Joe Biden)                                  | Демократическая партия (США)          | Делавэр           | 2001            |
| Джесси Хелмс (англ. Jesse Helms)                              | Республиканская партия (США)          | Северная Каролина | 2001            |
| Джо Байден (англ. Joe Biden)                                  | Демократическая партия (США)          | Делавэр           | 2001—2003       |
| Ричард Лугар (англ. Richard Lugar)                            | Республиканская партия (США)          | Индиана           | 2003—2007       |
| Джо Байден (англ. Joe Biden)                                  | Демократическая партия (США)          | Делавэр           | 2007—2009       |
| Джон Кэрри (англ. John Kerry)                                 | Демократическая партия (США)          | Массачусетс       | 2009—2013       |
| Роберт Менендес (англ. Bob Menendez)                          | Демократическая партия (США)          | Нью-Джерси        | 2013—2015       |
| Боб Коркер (англ. Bob Corker)                                 | Республиканская партия (США)          | Теннесси          | 2015—2019       |
| Джим Риш (англ. Jim Risch)                                    | Республиканская партия (США)          | Айдахо            | 2019—2021       |
| Роберт Менендес (англ. Bob Menendez)                          | Демократическая партия (США)          | Нью-Джерси        | с 2021 по н. в. |